# Birgitta Ulfsson

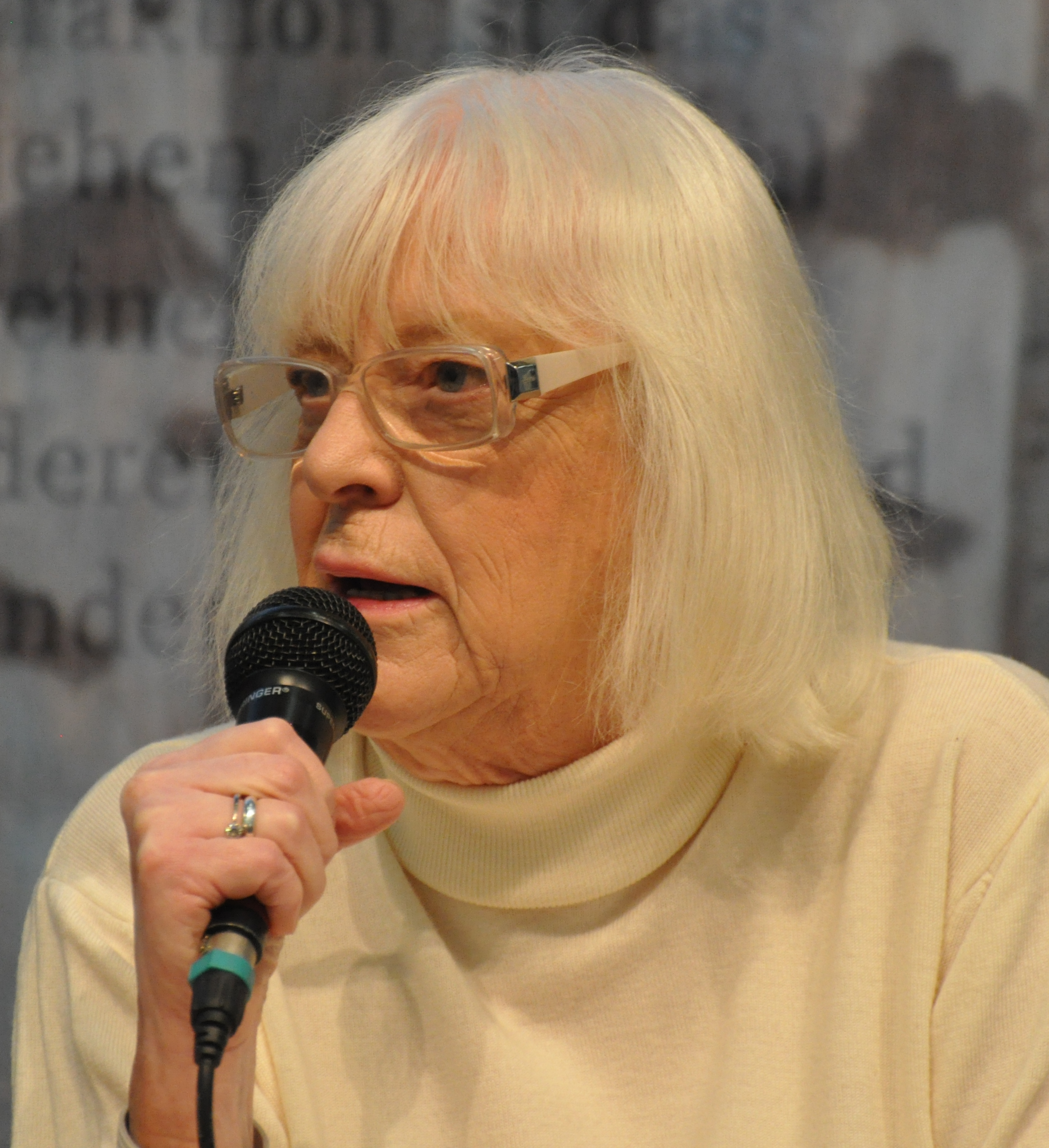
Birgitta Ulfsson (2011)

Birgitta Margaretha Ulfsson (* 1. Juli 1928 in Helsinki; † 8. Oktober 2017 in Helsinki) ist eine finnische Theaterschauspielerin und -regisseurin. Während ihrer Karriere spielte Ulfsson Stücke sowohl in finnischer wie auch schwedischer Sprache.

## Leben
Ulffson war von 1852 bis 1984 mit dem Schauspieler, Theaterregisseur und Intendant Lasse Pöysti verheiratet. Das Paar hat zwei Söhne: Tom, der ebenfalls Schauspieler ist, und Erik, ein Theaterregisseur. Erik Pöysti ist Vater der Schauspielerin Alma Pöysti. Ab 1981 lebten Ulfsson und Pöysti in Schweden. Ab 2007 war Ulfsson mit dem Schauspieler Iwar Wiklander verheiratet.

## Karriere
Ihre Karriere begann Ulffson am Svenska Teatern in Helsinki. Zu ihren Theaterrollen am Svenska Teatern zählt u. a. der Auftritt im ersten Stück über die Mumins mit dem Titel Mumintrollet och kometen der Schriftstellerin und Malerin Tove Jansson im Jahr 1949. Durch die Zusammenarbeit entstand auch eine private Freundschaft zwischen Ulfsson und Jansson. Weiterhin trat Ulffson in der schwedischen Serie Mumintrollet, für die Jansson gemeinsam mit ihrem Bruder Lars Jansson die Drehbücher entwickelte, 1969 in der Rolle der Muminmama auf.
Von 1950 bis 1980 hatte Ulffson regelmäßig Auftritte im Lilla Teatern in Helsinki. Auch hier war Ulfsson in einem von Jansson geschriebenen Mumins-Stück zu sehen: In Troll i kulisserna von 1958 verkörperte Ulfsson die Rolle der Emma. 2002 setzte Ulfsson schließlich als Regisseurin dasselbe Stück am Stadttheater Helsinki (Helsingin Kaupunginteatteri) um.
Nach einem Wohnortwechsel im Jahr 1981 nach Schweden spielte Ulfsson am Königlichen Dramatischen Theater in Stockholm. Von 1983 bis 1991 war sie Teil des Ensembles des Folkteatern in Göteborg. 2015 folgte ein letzter beachteter Theaterauftritt am Stadttheater Göteborg in der Rolle der Elsa in Lucas Svenssons Stück Fosterlandet.
2004 veröffentlichte Ulfsson das Musikalbum Levda Teatervisor mit einer Liedersammlung aus ihren Theater- und Kabarettauftritten.

## Filmografie
- 1983: Ein Berg auf der Rückseite des Mondes (Berget på månens baksida) (Regie: Lennart Hjulström)
- 1984: Angelas Krieg (Angelas krig) (Regie: Eija-Elina Bergholm)[16]
- 1986: Der Weg der Schlange auf dem Felsen (Ormens väg på hälleberget) (Regie: Bo Widerberg)
- 1992: Sonntagskinder (Söndagsbarn, Regie: Daniel Bergman)